# Meix Nou
Meix Nou és una masia situada al poble de Lladurs, al municipi del mateix nom, al Solsonès, documentada des del segle xv.